# Parkowanie domeny
Parkowanie domeny – jedna z usług dostawców obsługi domen internetowych, w tym rejestratorów nazw domen internetowych, polegająca na umieszczeniu danych zaabonowanej domeny na serwerach DNS rejestratora, ale bez przypisania (przywiązania) do tej domeny dedykowanego dla danego abonenta serwera (poprzez wskazanie jego adresu IP lub nazwy) dostarczającego jego (abonenta) usługi e-poczty i/lub www. Możliwe jest natomiast oferowanie przez dostawcę/rejestratora wyświetlanie dla takiej domeny strony www zaślepki, np. wizytówki lub informacji "Strona w budowie" itp. Spotykany jest też wariant wykorzystywania przez dostawcę/rejestratora takiej zaparkowanej domeny do wyświetlania reklam, co oznacza jej monetyzację. 
Parkowanie domeny może być stosowane, gdy docelowa usługa, zwykle strona www, nie jest jeszcze gotowa do udostępniania.